# Walenty Nasierowski
Walenty Stanisław Kostka Andrzej Nasierowski herbu Ślepowron (ur. 10 listopada 1802 w Mącznikach, zm. 27 października 1888 w Poznaniu) – powstaniec listopadowy, ostatni belwederczyk, działacz emigracyjny, wolnomularz.

## Życiorys
Urodził się 10 listopada 1802 w Mącznikach k. Ostrowa Wielkopolskiego, z ojca Józefa Nasierowskiego i matki Antoniny z Poleskich (Polewskich) Nasierowskiej. Miał pięcioro rodzeństwa.
Pierwsze nauki pobierał w domu rodzinnym, następnie w roku 1817 został kadetem w szkole wojskowej w Kaliszu (w roku 1820 otrzymał dymisję). Po wyjeździe do Warszawy kształcił się początkowo w szkołach wojewódzkich księży pijarów, gdzie uzyskał maturę. W roku 1827 (lub 1829) rozpoczął studia na Wydziale Prawa i Administracji Uniwersytetu Warszawskiego. Brał udział w tajnych spiskach przed wybuchem powstania listopadowego – był m.in. członkiem kółka Ludwika Nabielaka.

### Powstanie listopadowe
Walenty Nasierowski zasłynął głównie jako uczestnik ataku na Belweder w noc listopadową. Atak ten był początkiem zrywu narodowo-wyzwoleńczego, znanego w historii jako powstanie listopadowe. Nasierowski należał – obok m.in. Nabielaka, Goszczyńskiego i Rupniewskiego – do grupy spiskowców szturmującej pałac belwederski od frontu (druga grupa atakowała siedzibę wielkiego księcia od strony ogrodowej). Zasadniczego celu ataku, tj. zabicia lub pojmania Konstantego Pawłowicza nie udało się zrealizować (książę zdołał ukryć się na strychu), jednak zamach ten, wraz z rozwojem ruchów powstańczych, położył kres panowaniu Konstantego w Królestwie Polskim.

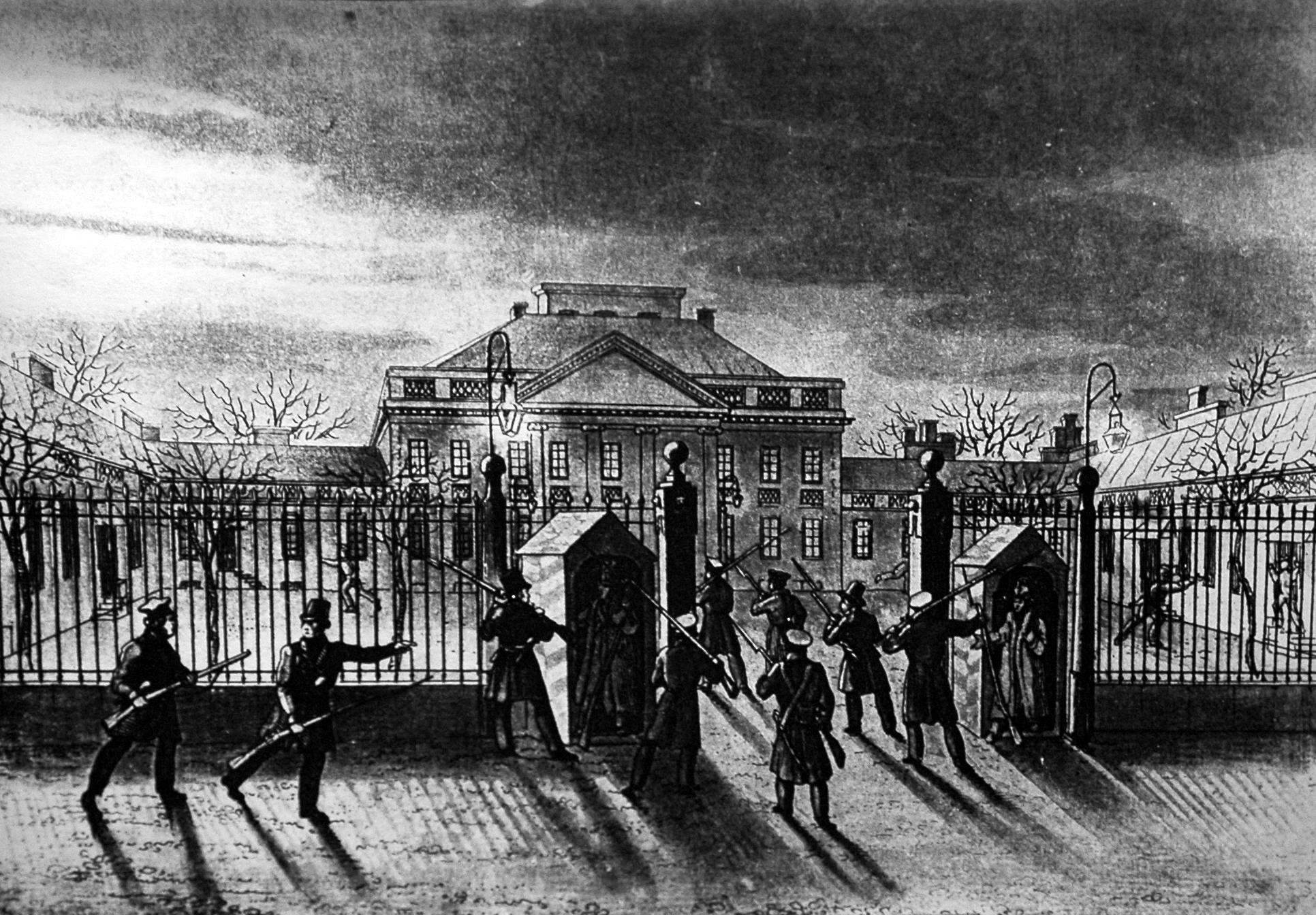
Walenty Nasierowski był jednym ze spiskowców atakujących Belweder w noc listopadową 1830 r.

W powstaniu listopadowym Walenty Nasierowski służył w 19 Pułku Piechoty Liniowej. Jako porucznik dowodził drugą kompanią Gwardii Honorowej. Był członkiem Towarzystwa Patriotycznego. Brał udział w bitwach pod Białołęką, Grochowem, Rajgrodem i Szawlami. 16 czerwca uzyskał awans do stopnia kapitana. W bitwie pod Szawlami został ciężko ranny, a jego brat Stanisław – poległ. Po upadku powstania na Litwie Nasierowski przekroczył wraz z oddziałem gen. Chłapowskiego granicę pruską (15 VII). Początkowo przebywał w Dreźnie, gdzie leczył rany otrzymane w powstaniu, następnie udał się do Francji. Najwyższy Sąd Kryminalny w Warszawie skazał go zaocznie na karę śmierci za udział w zamachu na życie wielkiego księcia Konstantego. Wyrok ten zamieniono następnie na dożywotnią banicję. Majątek Nasierowskiego uległ konfiskacie.

### Na emigracji
We Francji Nasierowski spędził 16 lat życia (1832-1848). 13 V 1832 zgłosił akces do Towarzystwa Demokratycznego Polskiego – z listy członków wykreślono go w maju 1836. Przez władze francuskie uważany był za „demagoga”; został przeniesiony do Bourges, gdzie prosił o zgodę na odbycie studiów administracyjnych w Paryżu. W sporach politycznych na emigracji początkowo stał w opozycji do obozu ks. A.J. Czartoryskiego, jednak w roku 1844 uznał jego przywództwo. W Angoulême, do którego wyjechał w związku nieudanym zamachem na gen. Józefa Bema, wstąpił do loży masońskiej „Les Amis de la Paix”. W 1835 roku w prasie francuskiej ukazywały się pochwalne artykuły opisujące postawę Nasierowskiego, gdy w Bordeaux uratował życie tonącemu w nurtach rzeki Garonny młodemu Francuzowi.
Żył w trudnych warunkach materialnych, otrzymywał pomoc finansową ze strony pozostającej w kraju rodziny.

### Powrót do kraju
Pomimo wcześniejszych starań i wniosków o zezwolenie, do rodzinnej Wielkopolski wrócił dopiero w lipcu 1848 (nie brał więc udziału w wypadkach Wiosny Ludów). Jako emigrant z Francji nie mógł czynnie angażować się w życie publiczne – dopiero po uzyskaniu naturalizacji uzyskał prawo działalności publicznej, ale tylko w obrębie powiatu. Od 1866 r. był członkiem-dobroczyńcą Towarzystwa Historyczno-Literackiego w Paryżu. 29 listopada 1880 roku, tj. w 50. rocznicę wybuchu powstania listopadowego, Nasierowski był przyjmowany w Poznaniu z honorami na uroczystej uczcie, w towarzystwie m.in. Edwarda Ponińskiego i Arsena Kwileckiego. Wygłosił wówczas słynne przemówienie o istocie powstań narodowych, w którym bronił i uzasadniał motywy i cele powstania listopadowego, ale jednocześnie przestrzegał przed wzniecaniem źle przygotowanych i przedwczesnych powstań w przyszłości.
Walenty Nasierowski zmarł – jako ostatni belwederczyk – w Poznaniu w dniu 27 października 1888 roku.

## Rodzina

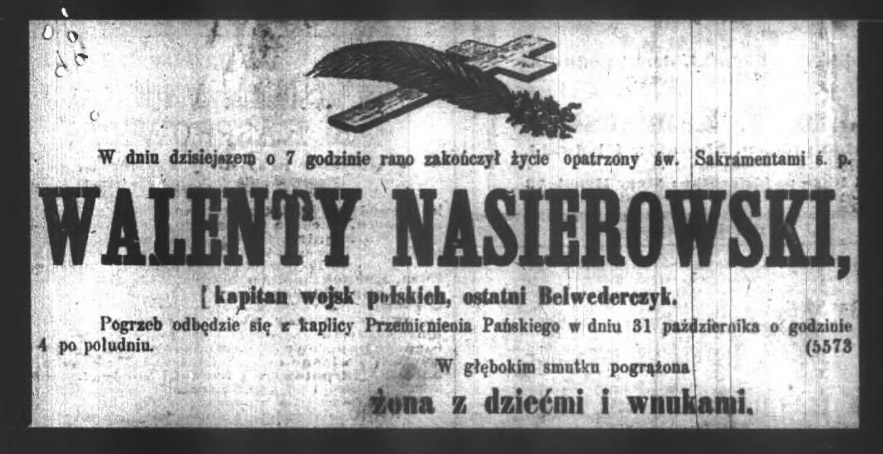
Nekrolog Walentego Nasierowskiego w Dzienniku Poznańskim (1888)

W 1853 r. w Krotoszynie wziął ślub z Filipiną Wilczyńską. Zamieszkał w Oczkowicach, gdzie poświęcił się pracy w gospodarstwie i działalności publicznej. Mieli syna Witolda (ur. 1854) oraz cztery córki: Karolinę (ur. 1853), Marię (ur. 1856), Zofię Antoninę (ur. 1857) i Marię Magdalenę (ur. 1860).
Przed śmiercią sprzedał majątek w Oczkowicach za sumę 360 tys. marek.

## W kulturze
Po śmierci Nasierowskiego ufundowano i wmurowano w kościele farnym w Poznaniu tablicę pamiątkową poświęconą belwederczykowi. Tablica ta uległa zniszczeniu w czasie II wojny światowej.
Słynna grafika Fryderyka Krzysztofa Dietricha Atak spiskowców na Belweder 29 listopada 1830 r., przedstawia grupę dziewięciu spiskowców wdzierających się na dziedziniec pałacowy – jednym z nich jest Walenty Nasierowski.